# Allis-Chalmers
Allis-Chalmers je bilo ameriško podjetje, ki je proizvajalo stroje in težko mašinerijo za različne industrije. Korporacijo Allis-Chalmers Company so leta 1901 ustanovili kot združitev podjetij Edward P. Allis Company (parni stroji in mlini) Fraser & Chalmers (rudarska oprema) in Gates Iron Works (mlini za kamenje in cement) in del podjetja Dickson Manufacturing Company (motorji in kompresorji). V 1980ih in 1990ih se je podjetje razdelilo, njegovi nasledniki so Allis-Chalmers Energy in AGCO.